# Герольдсвіль
Герольдсвіль (нім. Geroldswil) — громада  в Швейцарії в кантоні Цюрих, округ Дітікон.

## Географія
Громада розташована на відстані близько 90 км на північний схід від Берна, 12 км на північний захід від Цюриха.
Герольдсвіль має площу 1,9 км², з яких на 47,9% дозволяється будівництво (житлове та будівництво доріг), 20% використовуються в сільськогосподарських цілях, 24,2% зайнято лісами, 7,9% не є продуктивними (річки, льодовики або гори).

## Демографія
2019 року в громаді мешкало 4934 особи (+5,6% порівняно з 2010 роком), іноземців було 26,8%. Густота населення становила 2556 осіб/км².
За віковим діапазоном населення розподілялося таким чином: 22,1% — особи молодші 20 років, 58,1% — особи у віці 20—64 років, 19,8% — особи у віці 65 років та старші. Було 2097 помешкань (у середньому 2,3 особи в помешканні).